# Burguesia

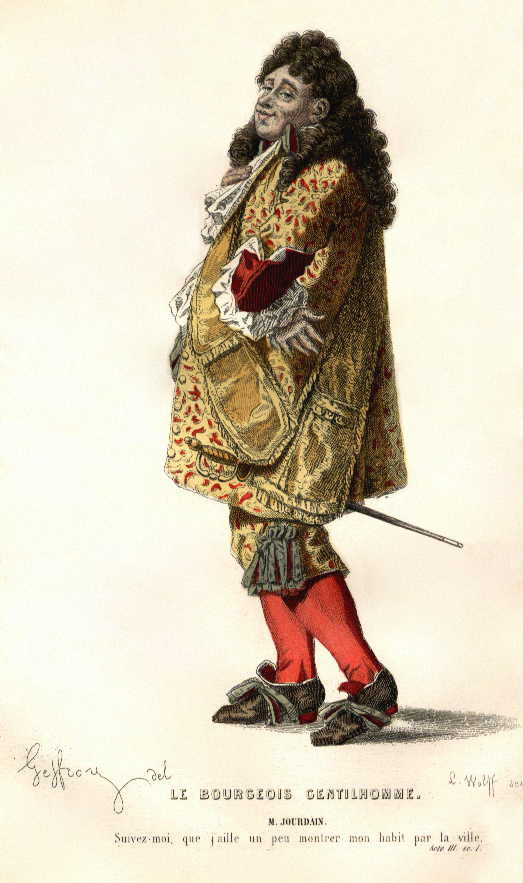
O estereótipo do burguês no Monsieur Jourdain, personagem principal da comédia Le Bourgeois gentilhomme, de Molière

Burguesia é um termo com vários significados históricos, sociais e culturais. A palavra se origina do latim burgus, significando "cidade", adaptada para várias línguas europeias. Burgueses, por extensão, eram os habitantes dos burgos, em oposição aos habitantes do campo. Na Idade Média o conceito se limitou a uma específica classe social formada nos burgos, conhecida como a burguesia propriamente dita, que detinha o direito de cidadania, o qual acarretava vários privilégios sociais, políticos e econômicos. Com o passar do tempo esta classe tomou o poder nas cidades, excluiu a nobreza feudal de todas as funções públicas, e em muitas das cidades mais importantes, seu estrato superior passou a formar uma nova nobreza hereditária. 
A partir de fins do século XVIII o conceito de burguesia foi redefinido por sociólogos, economistas e historiadores, referindo-se a uma classe detentora de uma cultura particular, meios econômicos baseados em capitais e uma visão materialista do mundo. Na difundida teoria de Karl Marx, o termo passou a denotar a classe social que detém os meios de produção de riqueza, e cujas preocupações são a preservação da propriedade e do capital privados, a fim de garantir a sua supremacia econômica na sociedade em detrimento do proletariado. Na teoria social contemporânea o termo denomina a classe dominante das sociedades capitalistas. Para muitos autores a diversidade de significados e atributos ao longo do tempo e nas várias regiões assinala o caráter polimorfo da burguesia e a controvérsia acadêmica que a cerca atesta a dificuldade de defini-la com precisão. Na contemporaneidade o termo é atribuído a um grande espectro de grupos sociais que nutrem ideologias e interesses muito diversos e se originam de condicionantes e contextos igualmente diferenciados.

## Origens
O termo burguês deriva do latim burgus através de adaptações germânicas burga, baúrgs ou bürg, que na Alta Idade Média designavam uma pequena fortificação, um castelo ou uma vila murada. Seus habitantes, por extensão, se denominaram primitivamente burgensis, burgari — burgueses —, termo atestado pela primeira vez no século VIII. Com a conquista normanda da Inglaterra o termo bürg foi importado e aparece no século XII como bury, borough, burgh, denominando uma cidade. Aparece na mesma época também no norte do Reino da França. O conceito original está intimamente associado ao de cidadania, cujas origens estão na Antiguidade. Tanto a Grécia como Roma organizaram suas sociedades urbanas de maneira a integrar um corpo de "cidadãos", que viviam em um espaço físico definido, eram regidos por leis específicas e detinham relevantes direitos políticos, não atribuídos a outras classes.

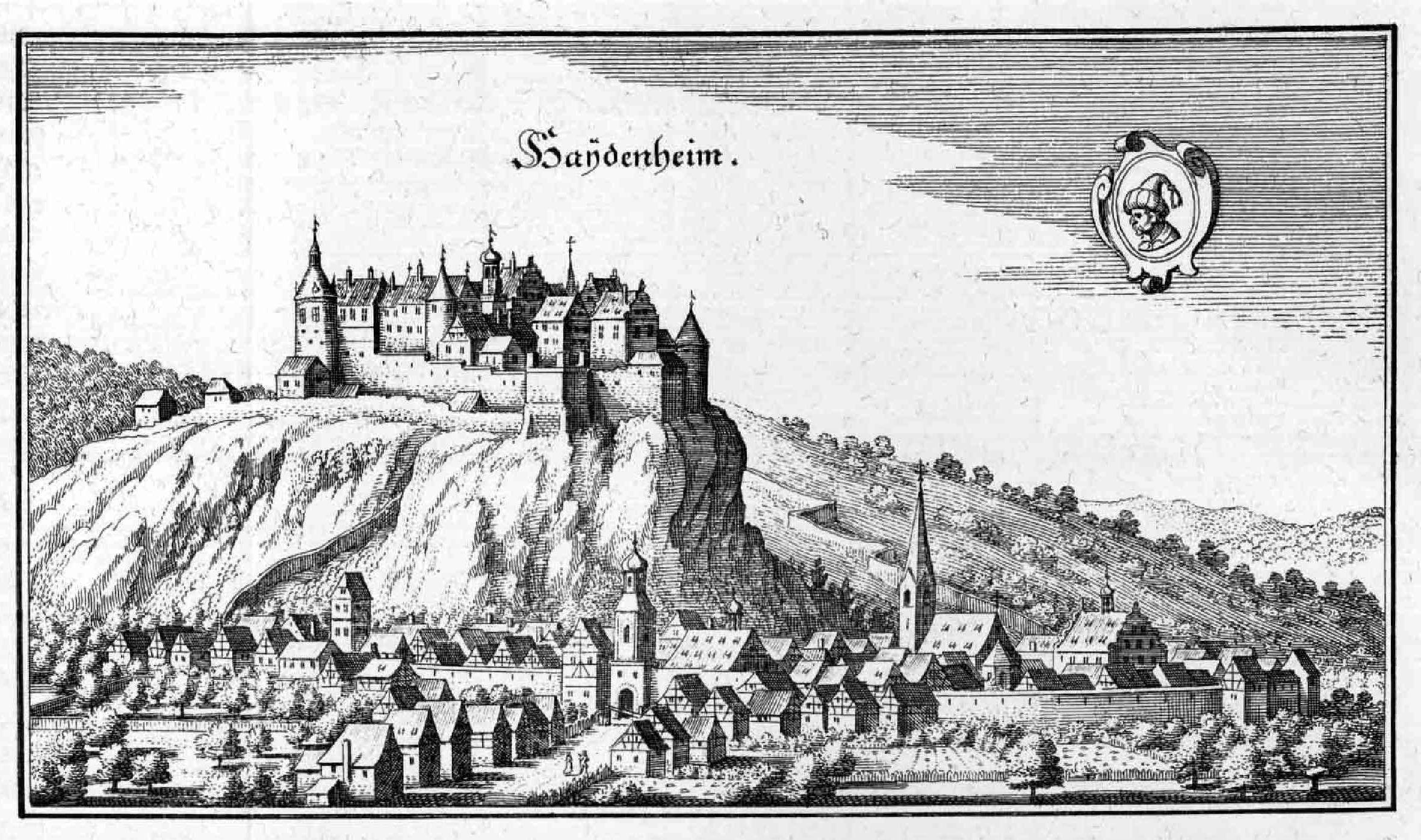
Um típico burgo formado ao pé de um castelo

No entanto, após a queda do Império Romano as cidades entraram em declínio e a população se ruralizou em larga proporção. A nobreza passou a dominar praticamente todos os espaços, rebaixando a população rural à condição servil, formando-se uma sociedade eminentemente agrária. Contudo, obviamente nem todas as cidades desapareceram, em torno dos castelos formaram-se novas vilas ou burgos, que com o passar do tempo ganharam da nobreza feudal um significativo grau de autonomia e diversos privilégios, como os de manter feiras e mercados, associações civis, milícias, tribunais, conselhos e um corpo de oficiais. No processo de crescimento dos burgos o estatuto de cidadão adquiriu uma base jurídica diferenciada e passou a ser exclusivo dos habitantes livres e capazes de exercer direitos especiais, particularmente os de natureza política, econômica e associativa, recuperando parte da concepção clássica de cidadania. A este grupo, apenas, ficou restrito o uso do termo burguês, então um sinônimo de cidadão. Os outros residentes dos burgos passaram a ser chamados de "vilãos" ou simplesmente "habitantes", onde se incluíam servos, mercenários e artistas itinerantes, aventureiros, trabalhadores não especializados e outros componentes da classe mais baixa, que praticamente não possuíam nenhum direito.
As igrejas da Idade Média, além de dar o conhecimento religioso aos cristãos, tomaram conta do ensinamento nas escolas, que ficavam anexas aos mosteiros. Com o surgimento da burguesia, parte das novas escolas passaram a ser administradas por esta classe que passou a ensinar novas matérias, além do conhecimento religioso.

## Ascensão
Na Idade Média os direitos eram diferentes para cada classe social. A burguesia evoluiu paralelamente ao sistema feudal mas manteve-se muito à parte dele. Enquanto que a nobreza se concentrava no campo, governava e dominava a população rural impondo-lhe pesados impostos e múltiplas obrigações e privando-a de uma série de direitos, não raro tratando-a de forma brutal, a burguesia, protegida pelos privilégios concedidos às cidades, passou a governar a si mesma e a administrar as funções públicas e produtivas, ao mesmo tempo controlando a vida e atividades da população urbana não-burguesa.

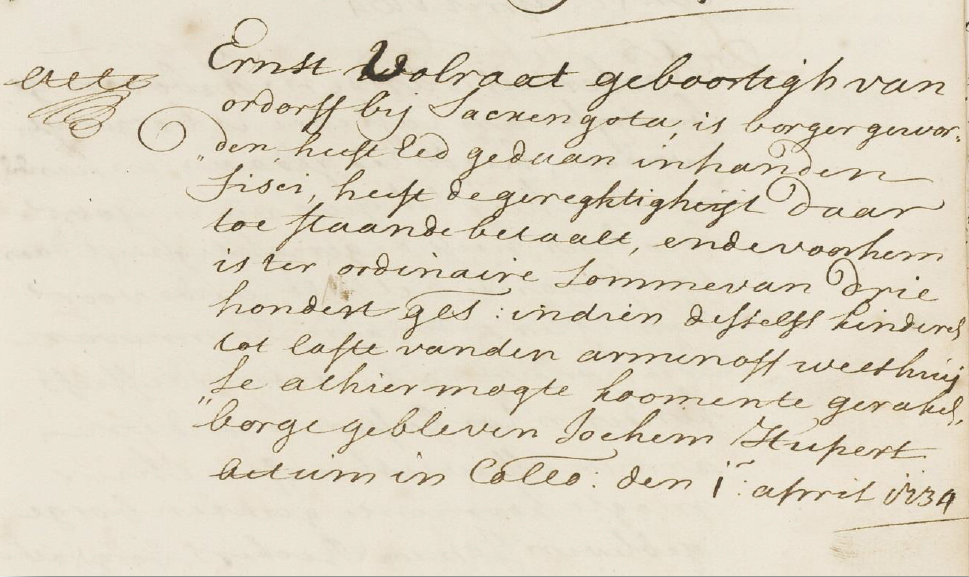
Registro de admissão do alemão Ernst Volraat (originalmente Vollrath) na burguesia de Breda, Holanda, 1.º de abril de 1734. Detalhe do Breda Poorterboek (Livro dos Burgueses de Breda). A admissão exigia o pagamento da taxa de 300 florins, suficiente para comprar uma casa grande e confortável.

A proporção da burguesia em relação à população urbana total, as características deste sistema e os atributos do estatuto de burguês variaram muito ao longo do tempo e de acordo com usos locais. Em geral os burgueses formavam uma classe minoritária nas cidades medievais, e o critério mais decisivo para a obtenção e preservação do estatuto era econômico, exigindo-se a posse de um patrimônio substancial. Podia ser comprado mediante o pagamento de uma taxa, que nas cidades maiores era muito elevada, e para a admissão formal em geral exigia-se provas de boa conduta e idoneidade moral para o requerente e sua família, além de um compromisso de dedicação aos interesses públicos. Também podia ser adquirido por casamento, mas usualmente o estatuto era transmitido hereditariamente. Dava direito de acesso à justiça privada, aos cargos públicos e aos conselhos, permitia o voto nas assembleias gerais, a abertura de empresas, a participação nas irmandades e guildas, e trazia consigo uma série de outros benefícios. Com a crescente dependência dos nobres da economia burguesa, baseada na indústria e no comércio, responsável pela produção e circulação de muitos bens de consumo e pelo beneficiamento de boa parte da produção rural, com a dependência também de auxiliares administrativos, que ganhavam prática e competência nas funções cívicas, e com a progressiva ampliação dos seus direitos, os burgueses virtualmente tomaram o poder em grande número de cidades, excluindo todos os nobres das atividades e funções públicas urbanas, formando uma nova classe governante que tinha todas as características de um patriciado.
A partir do século XV, na maioria das principais cidades da Europa, como as capitais, as grandes cidades mercantis, os centros fabris ou mineradores, as cidades livres imperiais, a burguesia já estava desenvolvendo uma intensa e importante atividade em múltiplas áreas, especialmente na política, economia, administração, sociedade e cultura, bem como nas instituições religiosas, educativas e beneficentes. As cidades cresciam inchadas com uma massa de antigos servos que compravam sua liberdade e para lá se dirigiam em busca de melhores oportunidades, ou abandonavam seus senhores procurando refúgio intra-muros, protegidos pelos privilégios concedidos às cidades. Mesmo no campo as relações se modificavam com a prática de arrendamento de feudos e propriedades rurais para trabalhadores assalariados.

## A grande burguesia

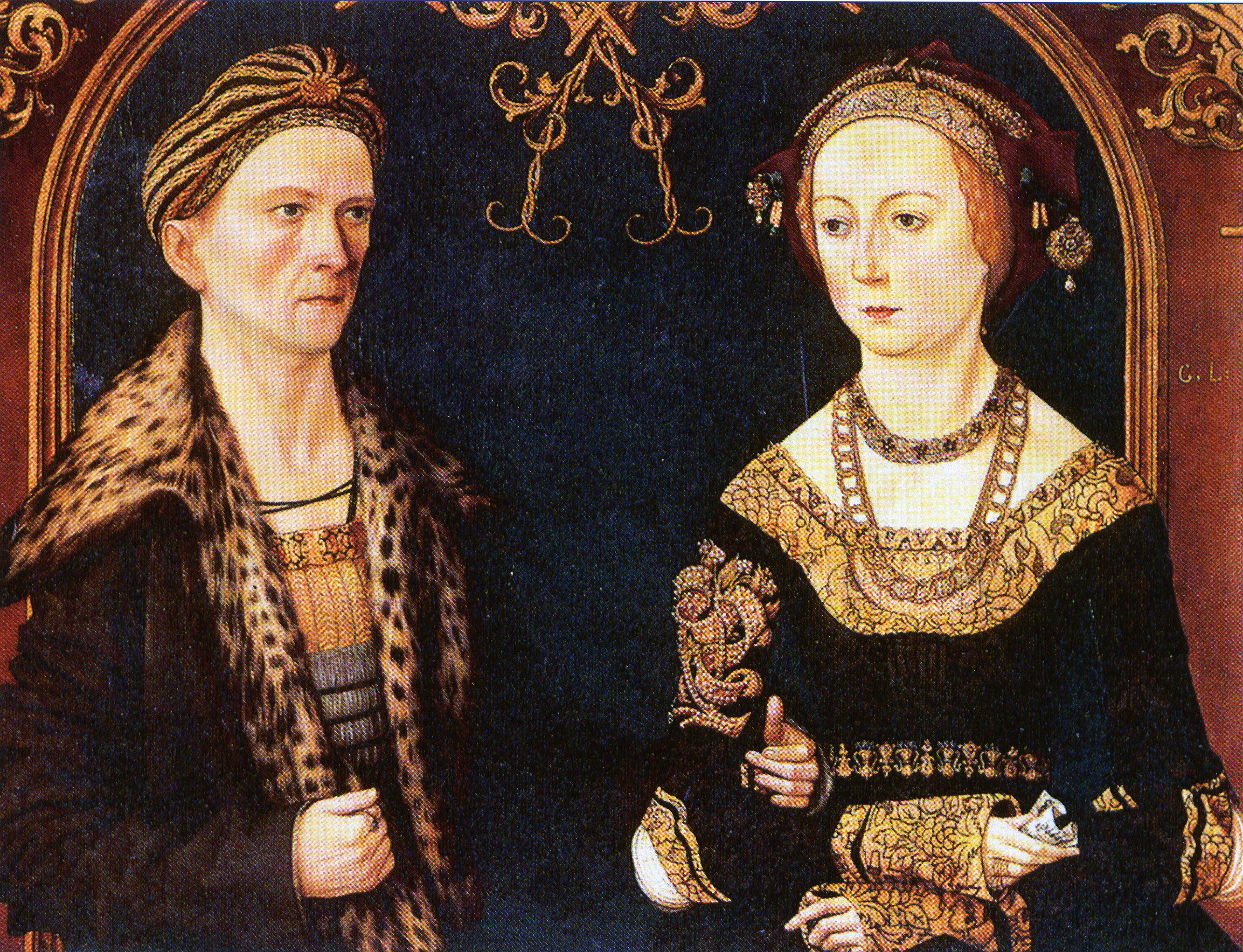
Retrato de Jakob Fugger e sua esposa Sibylle Artzt, grandes burgueses de Augsburgo. Pintura atribuída a Hans Burgkmair, 1498.

Neste período florescente as principais famílias burguesas tornaram-se ricas e poderosas, e surgiu uma divisão ainda mais elitista na burguesia, formando uma classe genericamente conhecida como alta ou grande burguesia. Na maior parte das grandes cidades a alta burguesia procurou imitar os costumes da nobreza, e através de um processo de autoafirmação seus membros passaram a se proclamar nobres hereditários. Na Itália adotaram o título nobiliárquico de patrícios, e na Germânia, Países Baixos e França foram conhecidos como patrícios ou grandes burgueses, denominação também transformada em um título.
O processo de auto-legitimação incluía a articulação de um discurso ideológico e um arcabouço jurídico autonomistas. Os grandes burgueses haviam enriquecido principalmente no comércio, nas manufaturas, na indústria e na atividade bancária, jurídica e administrativa, atividades consideradas quase todas desonrosas pela nobreza feudal. Para consolidar sua posição de nobres, seu discurso dignificava a origem da sua riqueza, equiparava a posse de cultura e boa educação à atividade militar como fonte de honra, e se sustentava juridicamente pelo controle dos Conselhos cívicos e pela introdução do princípio da consuetudo loci, a transformação em lei dos costumes típicos de cada lugar, e devido à diversidade dos costumes entre as cidades, cada qual com uma história característica, surgiram variadas interpretações do conceito de nobreza. O corolário desse pensamento foi a conclusão de que mereciam ser considerados nobres todos os que vieram a deter poder de principado, um conceito legal interpretado como a capacidade de legislar e governar, derivando daí que as únicas famílias enobrecidas foram as que tinham acesso aos Conselhos e outras altas magistraturas, condição que com o tempo viria a ser cada vez mais restrita aos estratos superiores da burguesia.
A consequência prática do controle dos Conselhos — a mais alta instância deliberativa das vilas e cidades, e em muitas delas acumulando as funções executivas — foi o monopólio dos mais importantes cargos administrativos, legislativos, judiciais e militares, quase todos nomeados diretamente pelos Conselhos, e dos principais meios produtivos através de normatizações, taxações e regulações. Ao mesmo tempo, os grandes burgueses também se firmavam através de casamentos com nobres, da administração de casas bancárias e do financiamento da realeza e da nobreza. Ganhando crescente sofisticação, engajando-se em realizações culturais e beneficentes, também investiam em capitais simbólicos típicos da nobreza, como o cultivo de um ethos diferenciado, a compra de feudos e direitos hereditários no campo, a adoção de brasões e a criação de genealogias míticas, acentuando as rivalidades com a nobreza de origem feudal.

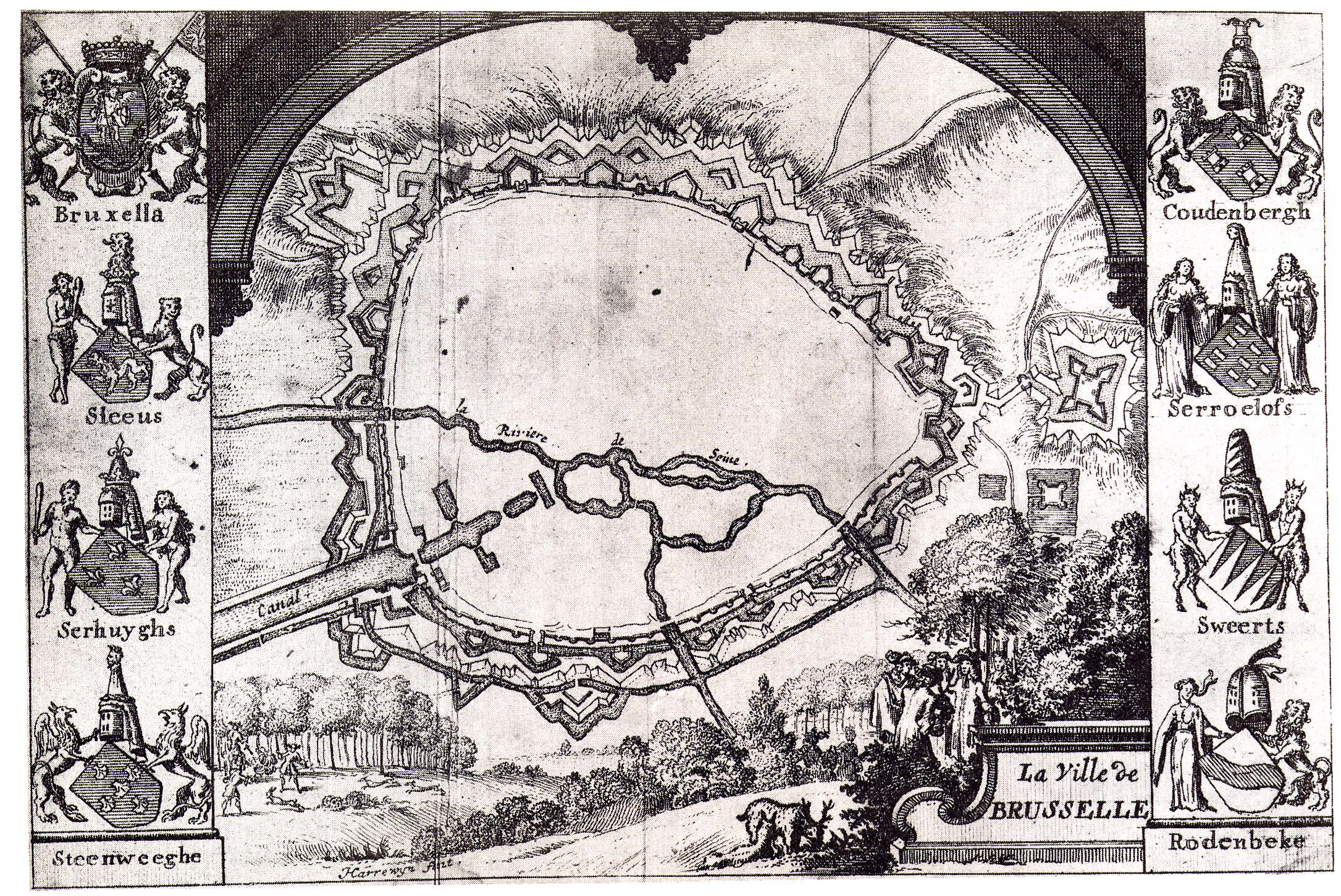
Os brasões das Sete Linhagens de Bruxelas, gravura de Jacques Harrewyn, 1697.

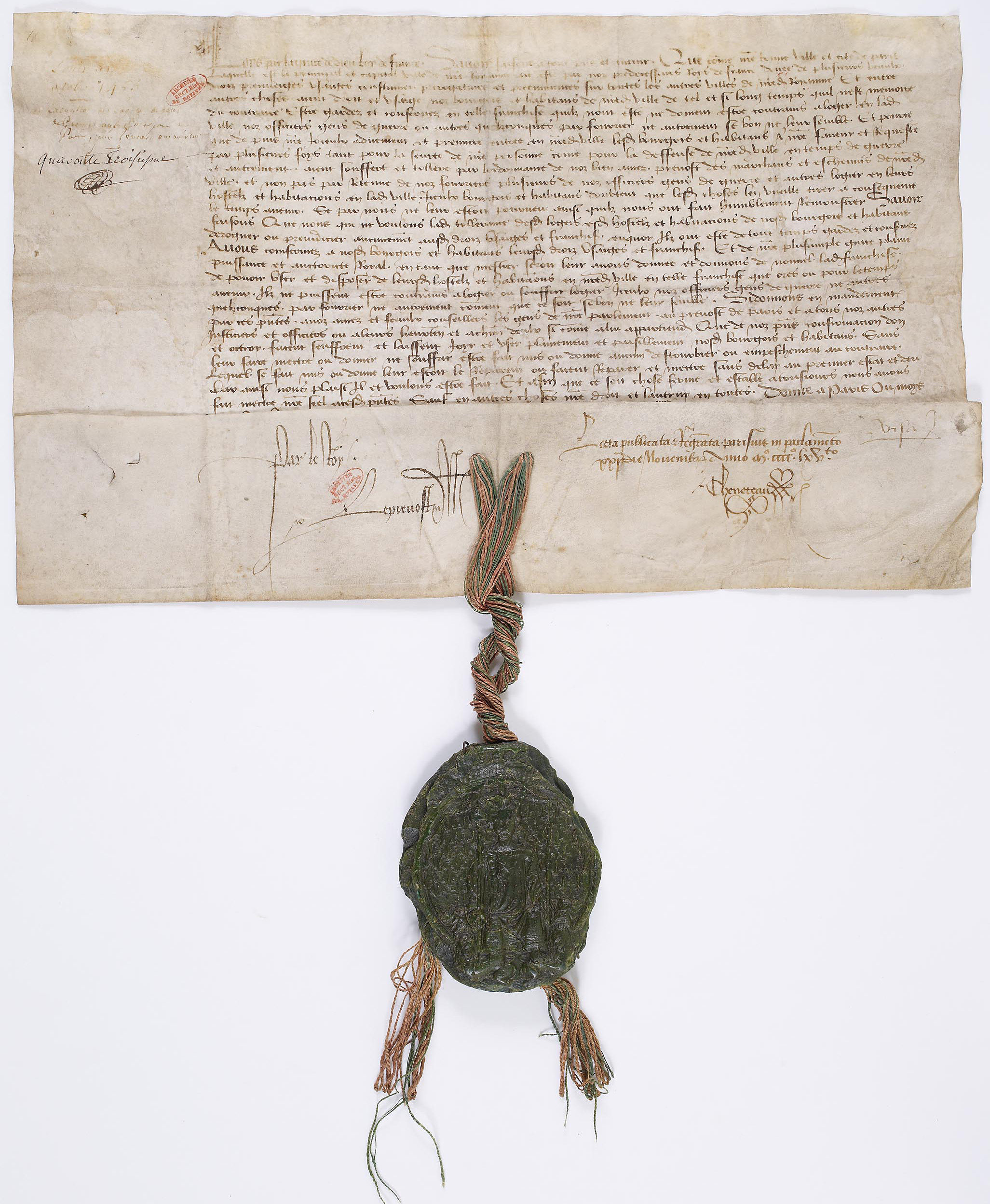
Edito de Luís XI confirmando os privilégios da burguesia de Paris, 1465.

Esse processo de enobrecimento teve uma evolução muito desigual nas diferentes regiões, mas registros italianos da Lombardia indicam que desde pelo menos o século XIII todos os habitantes das cidades que detinham o estatuto de cidadão já eram juridicamente considerados nobres. Mas essa situação jurídica não era sempre clara. Analisando o caso de Bruxelas, que tinha características comuns a muitas outras regiões europeias, o historiador François de Cacamp disse:
"Esta questão [da nobreza] pode não ter muito sentido, porque não parece ter havido qualquer definição legal ou status legal para a nobreza no Brabante na época dos duques. Os membros das Linhagens [os sete clãs mais ilustres] eram homens livres, descendentes de homens livres, e é quase certo que nos séculos XII e XIII as noções de homem livre e homem nobre eram quase sinônimas. Naquele tempo, ser mestre e senhor da terra era ser nobre; de qualquer forma, essa nobreza de sangue e terra era uma qualidade de caráter social e não legal, e era transmitida a todos os descendentes tanto na via masculina como na feminina, assim como o direito à herança do patrimônio, que era, de certo modo, o seu corolário. […] É por isso que os patrícios de Bruxelas, pelo menos até o final do século XVI, se consideravam e eram considerados nobres".
Carlos V concedeu um estatuto de nobreza a toda a burguesia de Paris, considerando a dignidade inata da capital do reino e a proximidade com o soberano, um privilégio renovado por outros reis. Na Inglaterra e partes dos Estados Unidos no período colonial, burguês era a denominação comum para a elite urbana e em algumas cidades foi o título formal dos conselheiros municipais.
A mímese da antiga nobreza pela alta burguesia foi completa, usando os mesmos meios de legitimação, autoafirmação e autoperpetuação no poder, e criando para si mesma um amplo espaço de representação social. Em sua essência, a nobreza de que se revestiu o patriciado e a grande burguesia só se distinguia da nobreza tradicional pela sua origem cívica, e não feudal ou militar. E mais do que se equiparar à nobreza, de fato em muitos locais a suplantou em prestígio, riqueza e influência. A tradição da alta burguesia tornou-se tão ilustre nos Países Baixos que depois de um longo período em regime republicano, quando a monarquia foi restaurada e quis enobrecer as famílias principais, descendentes dos antigos grandes comerciantes e políticos, teve várias vezes suas ofertas rejeitadas porque essas famílias tinham o estatuto de burgueses como superior ao de nobres.

## Idade Moderna
A atividade burguesa exercera um impacto na sociedade medieval como um todo que repercutiu muito além do confinamento dos seus agentes nas cidades. Até o século XVI cerca de 90% da população europeia ainda vivia no campo, e até o início do século XVIII essa proporção não mudaria muito. Contudo, as cidades se tornaram os centros de troca e de comércio por excelência, mantinham as principais manufaturas e indústrias, e essas atividades, todas comandadas pela burguesia, ganhavam cada vez maior especialização, refinamento e diversidade, além de assumirem um claro protagonismo na macroeconomia. Seu governo permanecia tipicamente de caráter autônomo e coletivo, centrado nos Conselhos, e monopolizado pelos estratos superiores da burguesia. As mulheres burguesas tinham alguma participação na economia e em outros aspectos da vida urbana, mas, numa sociedade ainda fortemente patriarcal, permaneciam excluídas da atividade política. Esse perfil urbano e sua importância no conjunto social se manteriam em essência intactos na passagem para a Idade Moderna, mesmo que algumas urbes desenvolvessem rapidamente um caráter diferenciado, metropolitano, como capitais de províncias e de Estados, o que acentuava significativamente sua importância. Nas palavras de Christopher Friedrichs, "de fato, a maioria dos grandes temas da história da Europa no início da Idade Moderna está intimamente relacionada às experiências urbanas".

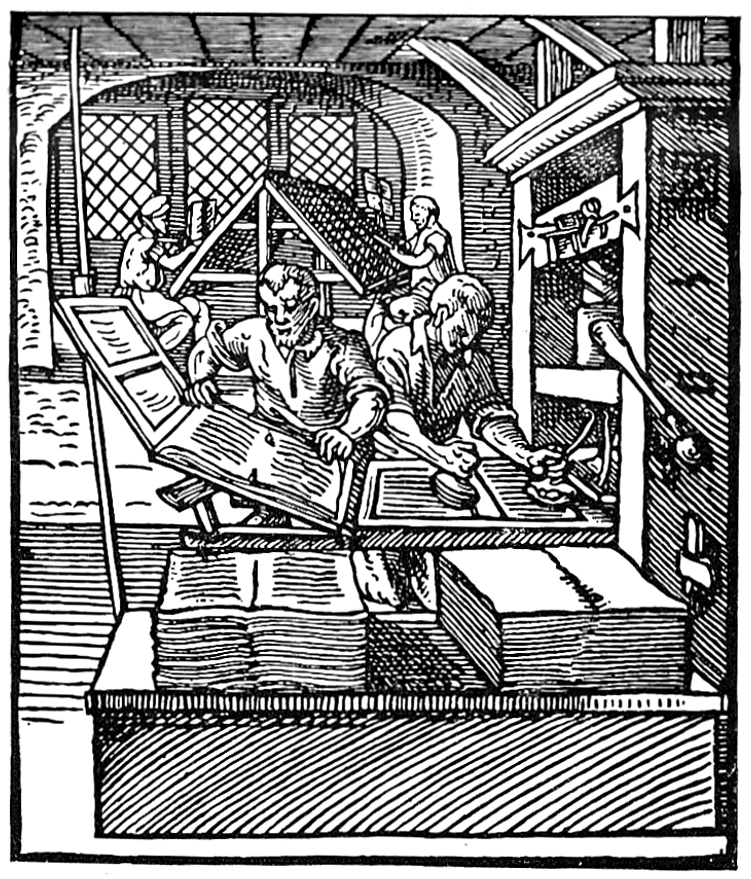
Uma tipografia do século XV, uma atividade comercial e cultural tipicamente burguesa. Xilogravura de Jost Amman, 1568.

A Europa se transformava profundamente. A invenção da imprensa forneceu meios de uma ampla difusão do conhecimento, os ideais humanistas do Renascimento atribuíram uma nova dignidade ao homem, o racionalismo, a tecnologia e a ciência entravam em primeiro plano nos interesses da intelectualidade, as grandes navegações mostraram que havia imensos novos horizontes a desvendar e explorar, e esses fatores revolucionaram a visão do mundo e da posição do homem nele, deixando a concepção medieval para trás. Ao mesmo tempo, com o declínio do sistema feudal, surgiu uma nova ideia de poder e política, e reis absolutistas assumiram o governo de novos Estados que estavam sendo formados, contando com um sólido apoio burguês, obtido com promessas de controle da nobreza e de favorecimento dos interesses burgueses.
Ao longo da Idade Moderna, mesmo que se mantivessem muitas linhas de continuidade com o período anterior, importantes modificações ocorreriam na organização e funcionamento das cidades, que se adaptavam a um contexto diferente e se tornavam destacados polos de fermentação cultural, religiosa, política, educativa, científica e artística, modificando-se também a composição das elites governantes, com um crescente afastamento do poder dos membros da baixa burguesia, como os grupos manufatureiros e artesanais, em benefício dos grandes comerciantes, dos financistas e dos profissionais liberais de maior prestígio como os médicos e juristas. A ampla abertura dos mercados do Oriente, a exploração da África e a colonização da América ofereceram vastos novos campos de atuação para a burguesia europeia, propiciando uma expansão sem precedentes da indústria e do comércio, modificando todo o sistema de produção e trocas, das operações financeiras e das relações de trabalho, e lançando os primeiros fundamentos do capitalismo e da globalização.

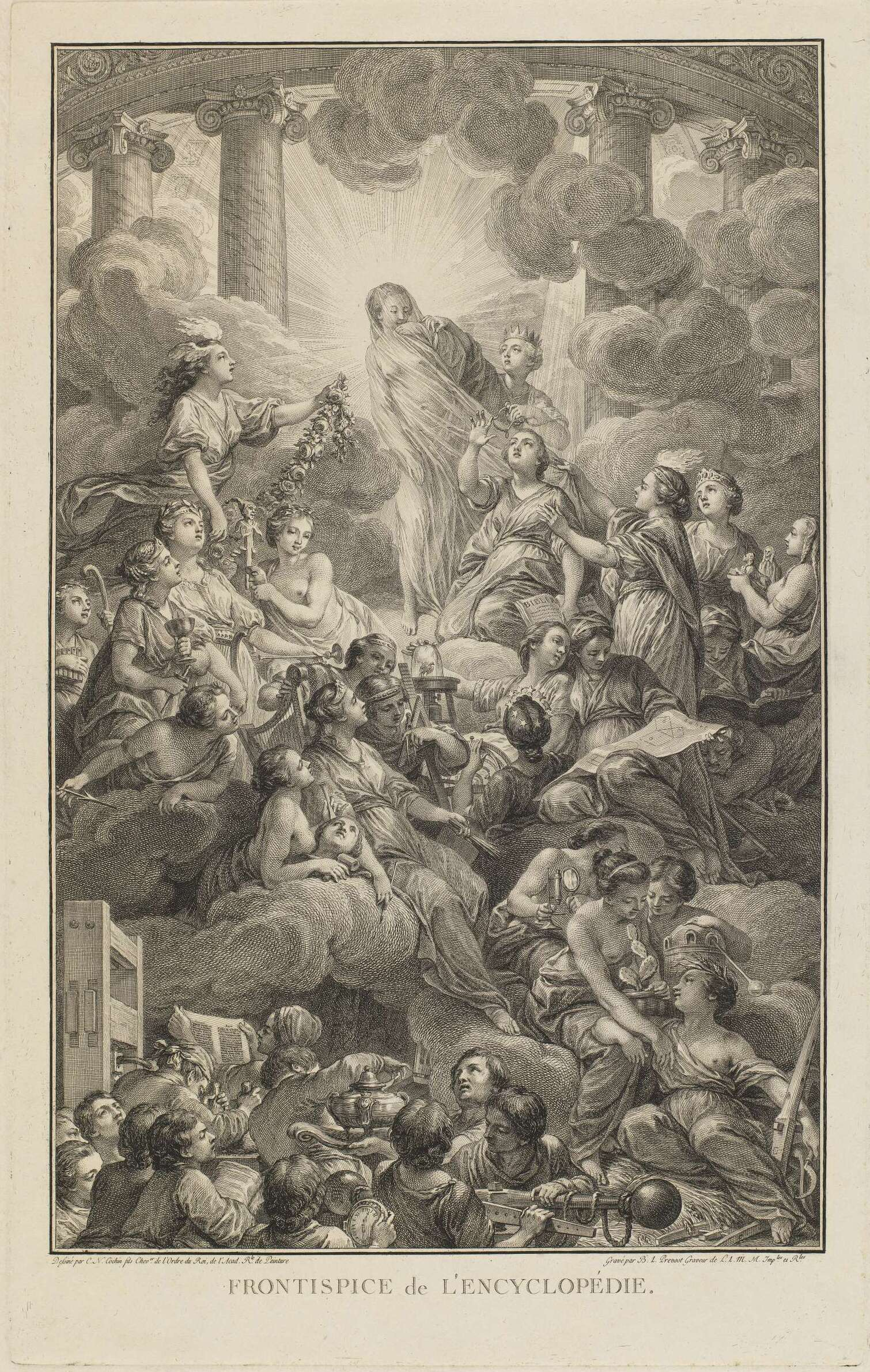
Frontispício da Encyclopédie (1772), desenhado por Charles-Nicolas Cochin e gravado por Bonaventure-Louis Prévost. Esta imagem está carregada de simbolismo: a figura do centro representa a Verdade, rodeada por luz intensa, o símbolo central do iluminismo. Duas outras figuras, a Razão e a Filosofia, estão retirando o manto da Verdade.

No século XVIII, com suas preocupações humanistas, racionalistas e liberais, o iluminismo atacou o dogmatismo religioso — um dos grandes responsáveis pela manutenção do status quo durante o feudalismo —, incentivou a educação e a liberdade de pensamento, e o maior acesso à informação acentuou a consciência política da população, levando a uma ampla percepção das condições de opressão e exploração crônica das classes baixas. Também lutava pela concessão de direitos civis igualitários a toda a população. O Estado proto-capitalista andava a passos largos e a burguesia estava completamente emancipada, mas essa independência foi construída ao longo de séculos e não foi conquistada sem grandes tensões e conflitos. Diversas revoltas camponesas ocorreram em várias regiões da Europa desde a Idade Média, motivadas pelas condições de pobreza e abuso das classes populares, e em muitos casos essas revoltas no campo repercutiram entre a burguesia das cidades, pois suas reivindicações tinham pontos em comum.
A burguesia do século XVIII se tornara uma classe muito heterogênea, incorporando, além dos grandes empresários, uma grande população de funcionários públicos, burocratas e militares de baixo escalão, profissionais liberais, o baixo clero, trabalhadores de várias categorias, cujos ideais e anseios poucas vezes concordavam. No geral, porém, de um lado combatiam a resistência da nobreza em abrir mão de seus privilégios e seus sistemas de influência, mas de outro lutavam para assegurar seus próprios privilégios e influência e suas fontes de renda contra as pretensões da classe mais baixa, cuja insatisfação crescia. Os conceitos tais como liberdades pessoais, direitos religiosos e civis, e livre comércio todos derivam das filosofias burguesas e iluministas. Nas palavras de Matta & Cancela,
"A ordem burguesa e as pré-capitalistas eram rivais históricas, rivais na capacidade de reprodução social para o futuro: os sujeitos reproduziam sua existência de uma forma ou de outra, em um momento ou outro, de acordo com cada instância cotidiana, não por decisão exatamente subjetiva, ou exatamente consciente. […]  Como a sociedade burguesa mostrou ter maior capacidade reprodutiva ela foi ganhando espaço. Mas isso não foi fácil nem de curto prazo. […] A burguesia necessitou de todo tipo de estratégia. Por exemplo, de uma estratégia para criar ideologias favoráveis à sua práxis, e aos poucos conseguir competir e sobrepujar as práxis pré-capitalistas diversas que contradiziam sua lógica então emergente. O Iluminismo foi o movimento que realizou esta estratégia. Pregava a liberdade, a cidadania, a sociedade civil, a democracia — eram princípios da declaração dos direitos do homem".

## Idade Contemporânea

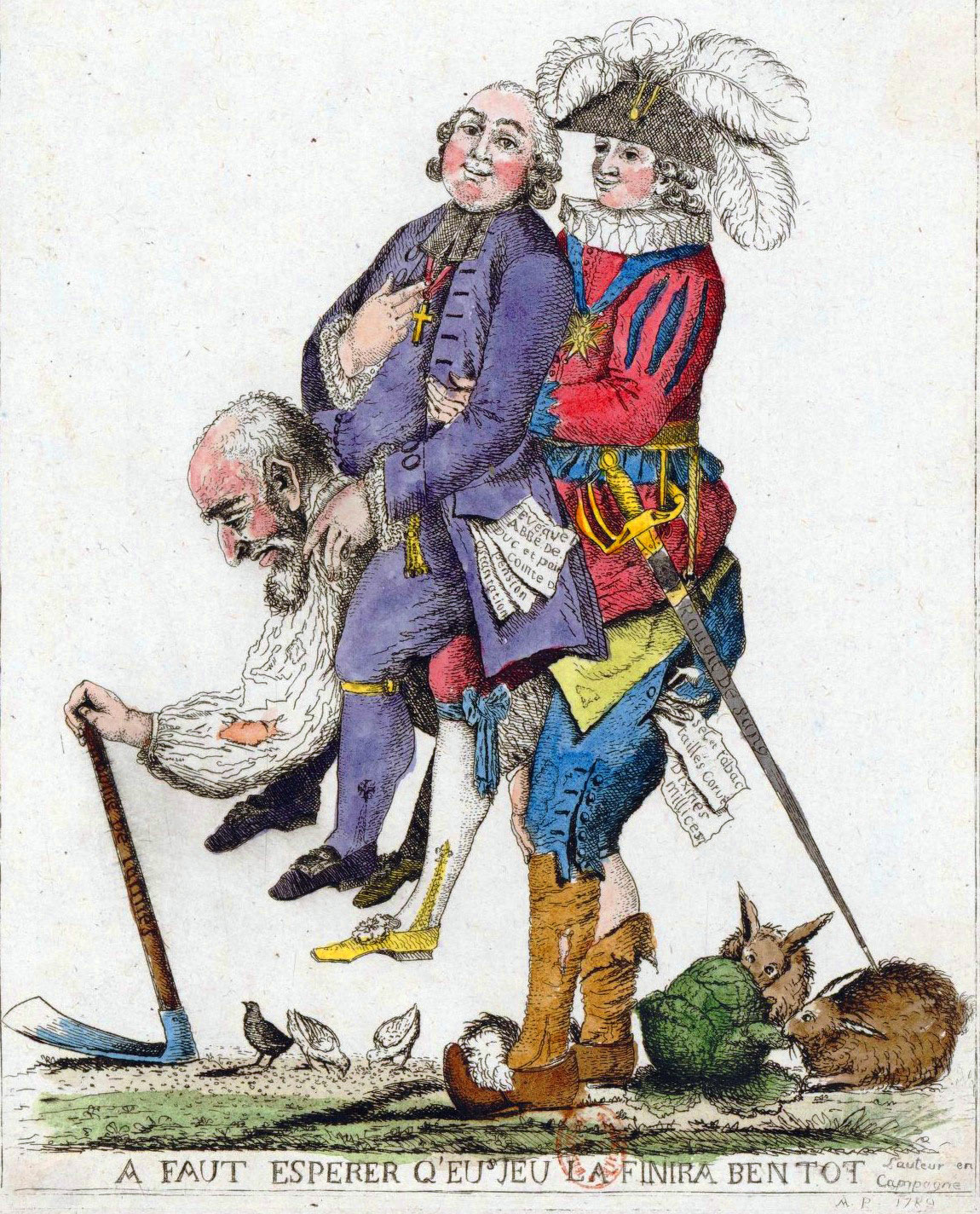
Caricatura revolucionária mostrando o Terceiro Estado (povo) carregando nas costas o Primeiro e o Segundo Estados (clero e nobreza)

A insatisfação das classes baixas, acentuada por graves crises econômicas que produziram desemprego e fome em larga escala, acabou por explodir na Revolução Francesa, um exemplo clássico da luta de classes e um divisor de águas na história da Europa, fazendo cair as leis e os privilégios da ordem feudal e absolutista, limpando o caminho para a rápida expansão do comércio, da tecnologia, da ciência e da indústria, e para o surgimento da Revolução Industrial. Uma onda de revoluções liberais sacudiu a Europa e América nas décadas seguintes, com um sucesso, no entanto, muito irregular nas diferentes regiões. A burguesia assumia o comando definitivo da sociedade, mas mesmo que os iluministas pregassem uma sociedade igualitária, "igualdade" ainda era um conceito seletivo, aplicado apenas para certos segmentos da população, havendo a forte preocupação de que as revoluções não caíssem no extremo de entregar o comando ao proletariado. Parece claro que seu sucesso nas várias regiões dependeu na maior parte dos casos da capacidade burguesa de interagir com a antiga classe dominante sem uma confrontação radical e de integrar-se a um quadro social já existente, embora seja inegável seu papel de agente transformador desse quadro.
Muito dessa transformação deriva de uma mudança de foco nos interesses econômicos burgueses e no sistema de produção. Enquanto que nas primeiras etapas de formação do capitalismo era dominante uma filosofia mercantilista, advogando a intervenção do Estado na economia, o protecionismo no comércio exterior e o acúmulo de capitais na forma de reservas de ouro e prata, nesta época esses princípios haviam se tornado obsoletos, impondo-se uma atualização em benefício de um novo liberalismo econômico e de uma ordem social renovada, da qual a burguesia alardeava ser a defensora, uma ordem onde deveriam imperar a justiça e o direito. Na interpretação de Albert Soboul, "o progresso das Luzes solapava os fundamentos ideológicos da ordem estabelecida, ao mesmo tempo que se afirmava a consciência de classe da burguesia. Sua boa consciência: classe em ascensão, acreditando no progresso, tinha a convicção de representar o interesse geral e de assumir o encargo da nação; classe progressiva, exercia uma triunfante atração sobre as massas populares, [assim] como sobre os setores dissidentes da aristocracia".
Com a reação das oligarquias e da alta hierarquia da Igreja Católica diante da Revolução Francesa e outras revoluções liberais, as conquistas no campo dos direitos humanos e civis sofreram profundos retrocessos. A afirmação do capitalismo industrial e do liberalismo econômico em boa medida foi promovida por descendentes muito ativos e empreendedores das classes trabalhadoras e manufatureiras ou de pequenos comerciantes, cujas tradições em atividades industriais e comerciais lhes deram uma base prática para um crescimento rápido, e os investimentos nas indústrias em ascensão de muitos funcionários públicos e profissionais liberais bem-educados e adeptos da filosofia do progresso forneceram elementos de adicional dinamismo e versatilidade para a burguesia, mas o sistema econômico e produtivo desenvolvido constituiu uma nova fonte de opressão para as categorias de onde muitos dos seus agentes haviam saído.

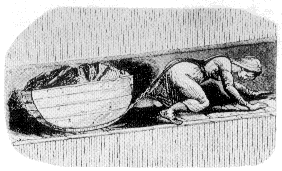
Uma criança trabalhando em uma mina no século XIX

A Revolução Industrial, associada à onda imperialista do século XIX, se permitiram um progresso material inédito para a burguesia, tornaram-se também notórias por acarretar para o proletariado longas jornadas de trabalho, salários muito baixos, sub-habitação, maus tratos dos trabalhadores, exploração da mão-de-obra infantil e escrava, instabilidade social e aprofundamento da distância entre as classes, significando condições de vida miseráveis para uma grande massa da população. Ao mesmo tempo, a mecanização do trabalho produziu um forte êxodo rural, declínio dos artesanatos e manufaturas, desemprego em larga escala e grandes problemas sociais. Segundo Trindade,
"Completava-se, assim, a separação do trabalhador em relação a seu produto: não possuía mais os meios de produção, perdeu o domínio técnico do conjunto do processo produtivo, e deixou de ser senhor dos resultados de seu trabalho. Como a produtividade das fábricas mecanizadas era muito maior do que a das manufaturas, elas não tinham necessidade de absorver toda a imensa força de trabalho 'liberada', seja pela expulsão dos camponeses das áreas rurais, seja pela ruína dos remanescentes urbanos do antigo artesanato individual. Em consequência, milhões de trabalhadores vieram a compor o que viria a ser chamado de 'exército industrial de reserva': multidões de desempregados que, nos momentos de expansão da economia, eram convocados dessa 'reserva' e retornavam ao assalariado enquanto o 'capitão' da indústria deles necessitasse. Como essa 'reserva' humana nunca se esgotasse, ela logo passou a desempenhar a função econômica de manter baixos os salários dos que estivessem empregados".

### A visão marxista
Nesta época de inquietação surgiram novas filosofias que buscavam entender e explicar esse contexto e definir melhor o conceito de burguesia, que já se distanciava muito de sua origem medieval. Rousseau, Hegel e outros deram uma contribuição fundamental separando o conceito de burguesia do de cidadania. Essa ideia foi desenvolvida criticamente por Marx e Engels, e sua teoria exerceria um profundo impacto no pensamento social, político e econômico a partir de meados do século XIX. Na leitura de Bottomore, para eles burguesia passou a ser identificada como a classe detentora dos meios de produção na ordem social capitalista, parte de uma concepção de História como uma sucessão de modos de produção e sistemas sociais, "cada qual caracterizado por um determinado nível de desenvolvimento das forças produtivas (basicamente tecnologia), e uma estrutura de classe particular (ou relações de produção), dentro da qual há um conflito endêmico". É ilustrativo da sua visão histórica da burguesia o que escreveram no Manifesto Comunista:
"Cada etapa da evolução percorrida pela burguesia era acompanhada de um progresso político correspondente. Classe oprimida pelo despotismo feudal, associação armada administrando a si própria na comuna, aqui, República urbana independente, ali, Terceiro Estado, tributário da monarquia; depois, durante o período manufatureiro, contrapeso da nobreza na monarquia feudal ou absoluta; pedra angular das grandes monarquias, a burguesia, desde o estabelecimento da grande indústria e do mercado mundial, conquistou, finalmente, a soberania política exclusiva no Estado representativo moderno. O governo do Estado moderno não é senão um comitê para gerir os negócios comuns de toda a classe burguesa.
"A burguesia desempenhou na história um papel eminentemente revolucionário. Onde quer que tenha conquistado o Poder, a burguesia destruiu as relações feudais, patriarcais e idílicas. Ela despedaçou sem piedade todos os complexos e variados laços que prendiam o homem feudal a seus 'superiores naturais', para só deixar subsistir, entre os homens, o laço do frio interesse, as cruéis exigências do 'pagamento à vista'. Afogou os fervores sagrados do êxtase religioso, do entusiasmo cavalheiresco, do sentimentalismo pequeno-burguês nas águas geladas do cálculo egoísta. Fez da dignidade pessoal um simples valor de troca; substituiu as numerosas liberdades, conquistadas com tanto esforço, pela única e implacável liberdade de comércio. Em uma palavra, em lugar da exploração velada por ilusões religiosas e políticas, a burguesia colocou uma exploração aberta, cínica, direta e brutal".

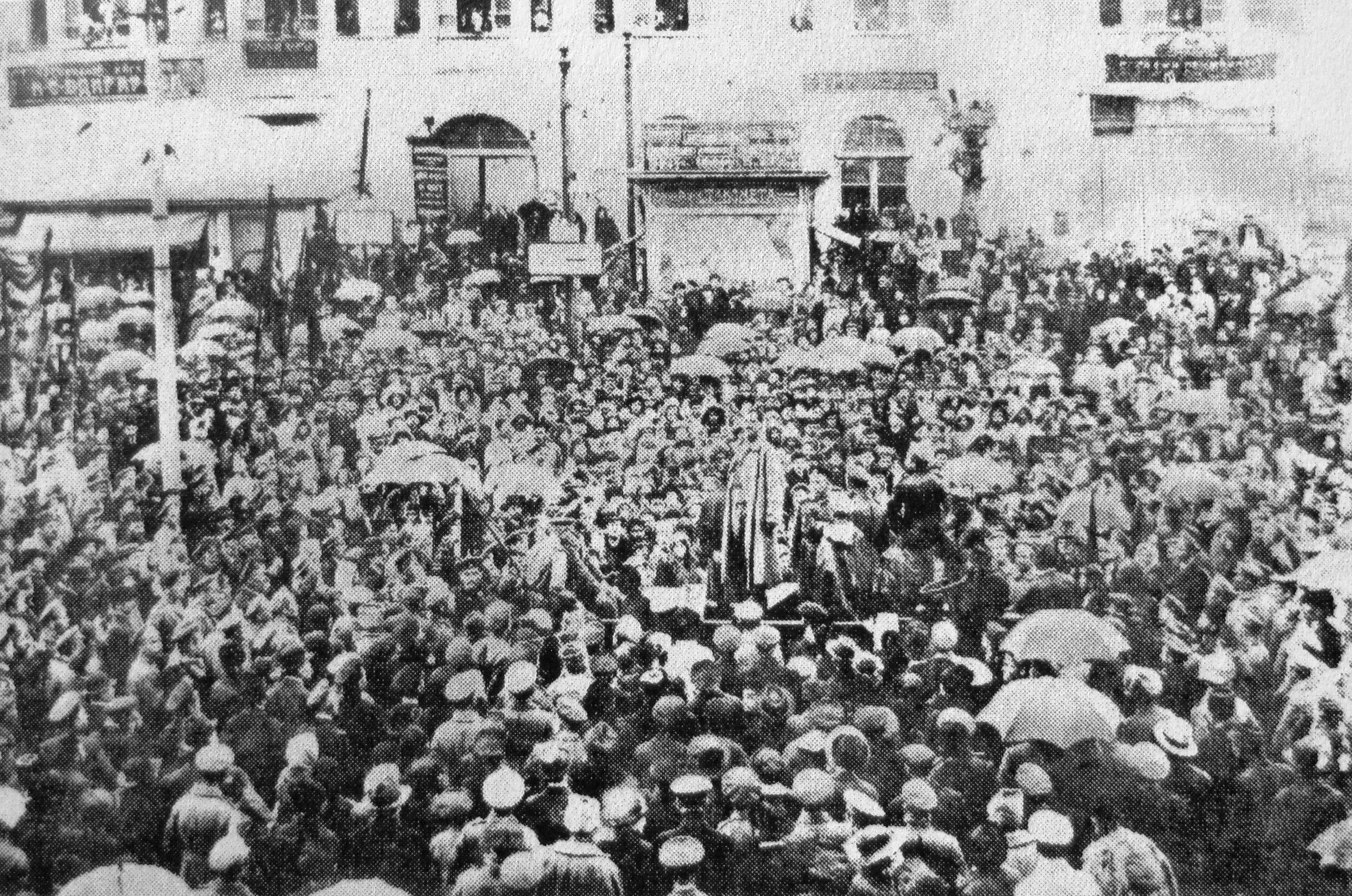
Manifestação popular em Moscou em 1917

Na interpretação de Trindade, as ideias marxistas foram imprimindo às lutas sociais "uma dinâmica dupla de, a um só tempo, continuidade e ruptura: retomavam a indignação moral e a insatisfação social dos socialistas utópicos e dos movimentos espontâneos dos operários; mas afastavam-se daquelas idealizações voluntaristas de um imaginário mundo 'perfeito' para, em seu lugar, promover a análise e a crítica concretas da sociedade real, em conexão com uma práxis social transformadora sob a perspectiva dos explorados e oprimidos". Suas ideias levaram a uma nova consciência de classe entre o proletariado, que deu origem a numerosas revoluções, das quais a de mais vasta repercussão foi a russa, em 1917, origem de uma profunda e duradoura cisão política e cultural no mundo. Por outro lado, parece claro que mesmo no tempo de Marx sua definição de burguesia era dificilmente aplicável de maneira geral e muitas vezes não cumpria o papel histórico que ele lhe atribuiu.
Os marxistas cunharam também o conceito de "pequena burguesia", que foi como chamaram o setor das camadas médias da sociedade atual, regido por valores e aspirações da burguesia. A partir de meados do século XIX a sociedade capitalista seria caracterizada por uma burguesia capaz de revolucionar o sistema de produção, centralizando o capital em empresas grandes, com o reforço de sistemas financeiros facilitadores do crédito, e no início do século XX, sua marca mais visível seria a maciça internacionalização do capital e a formação de uma nova classe média de profissionais liberais, burocratas, técnicos e empregados do setor de serviços.

### Atualidade
Desde os escritos de Marx e Engels as visões sobre a burguesia se multiplicaram imensamente, enfatizando diferentes aspectos e entrando em frequente conflito, tornando impossível uma caracterização contemporânea precisa e unificada. Alguns acentuam seu caráter progressista, liberal e revolucionário, outros apontam seus laços com tradições oligárquicas e elitistas, mas em geral se reconhece que ela exerceu um papel fundamental para a modernização da Europa, para a abolição do sistema feudal e aristocrático, para o estabelecimento do capitalismo e para o avanço científico e tecnológico, além de ser uma importante promotora das artes e da cultura em geral. Segmentos da burguesia contemporânea foram identificados como ativos agentes nas lutas pela  igualdade de gênero, a independência pessoal, a quebra de preconceitos e o incentivo à inovação, enquanto outros se caracterizam pelo conservadorismo e uma vida de luxo ostensivo e desperdício de recursos. Ao mesmo tempo, a leitura da burguesia pré-industrial também tem sofrido constante reavaliação, não raro com resultados divergentes. Popularmente o conceito muitas vezes é usado de maneira pejorativa, associado a uma cultura materialista, grosseira, inculta e excessivamente preocupada com a respeitabilidade. Segundo Silva & Silva,
"É sempre difícil definir um grupo social, ainda mais como a burguesia, cujos significados mudaram ao longo do tempo, mas que também são alvo de controvérsias. A definição mais simples de burguesia é aquela que associa o termo ao comerciante, ao burguês e ao capitalista. Uma associação que, no entanto, simplifica a heterogeneidade profissional dos membros da burguesia, anulando as diferenças que muitas vezes existem entre burgueses e capitalistas. Além disso, essa associação rígida também não dá conta das variações históricas e geográficas assumidas pelo conjunto da burguesia ao longo do tempo. […] É preciso, ainda, ter sempre em mente que esse grupo social mudou bastante ao longo do tempo e que a burguesia moderna, associada ao comércio e às cidades, não corresponde à burguesia industrial contemporânea da Revolução Industrial, e muito menos à burguesia atual, que assumiu formas as mais diversas ligadas ao capital financeiro e à internacionalização cada vez maior dos negócios".